# Орден Освобождения (Франция)
О́рден Освобожде́ния (фр. L’Ordre de la Libération) — государственная награда Франции, учреждённая 16 ноября 1940 года генералом Шарлем де Голлем для награждения участников, воинских формирований и гражданских объединений движения Сопротивления в годы Второй мировой войны. Члены ордена именуются «соратниками Освобождения» (фр. Compagnons de la Libération).

## История
После немецкой оккупации Франции генерал де Голль бросил на волнах радио Би-би-си знаменитый «Призыв 18 июня». Эта дата стала точкой начала мобилизации добровольцев, готовых отдать свою жизнь в деле освобождения Франции, «побеждённой и униженной». Для воздания должного этим «бойцам надежды», глава движения «Свободная Франция» (фр. Chef de la France Libre) Шарль де Голль признал необходимым создать специальное вознаграждение, предназначенное для тех, кто «трудится над способами освобождения Франции и Империи». Использовать для этих целей орден Почётного легиона де Голль не мог, так как вся организация ордена была оставлена в Париже, а главой ордена считался маршал Петен.
Орден Освобождения был учреждён в Браззавиле (Конго) указом № 7 от 16 ноября 1940 года. При этом в первоначальном тексте указа постановлялось, что члены нового ордена, имеющего единственную степень, назывались бы «крестоносцами Освобождения» (фр. Croisés de la Libération), однако перед опубликованием указа в «Официальной газете Свободной Франции» были внесены поправки и «крестоносцы» были заменены на «соратников Освобождения» (фр. Compagnons de la Libération). Великим магистром ордена стал его учредитель — генерал де Голль. Своей организацией орден напоминал старые рыцарские ордена. Принятие в орден производил сам глава «Свободной Франции».
Статут ордена, разработанный профессором Рене Кассеном, был установлен декретом от 29 января 1941 года. По нему учреждался Совет ордена из председателя — главы «Свободной Франции», и пяти членов.
Разрешался приём в орден и иностранцев, внёсших вклад в дело освобождения Франции. Так же статут предусматривал исключение из ордена за предосудительные поступки кавалеров.
Постановление от 1 августа 1941 года зафиксировало церемониал приёма в орден. Он был идентичен церемониалу приёма в орден Почётного легиона (перед парадным строем войск), с формулировкой посвящения: «Мы вас признаём как нашего Соратника Освобождения Франции, за Честь и Победу». Было постановлено, в подтверждение значимости ордена, что знак ордена Освобождения следует носить сразу за знаком ордена Почётного легиона, и перед Военной медалью.
В течение войны в статут ордена неоднократно вносились поправки и уточнения.
Указом от 10 августа 1945 года ордену Освобождения был присвоен статус, аналогичный ордену Почётного легиона — с правами юридического лица, с возможностью хозрасчёта как органа социального обеспечения кавалеров ордена и прочих участников движения «Свободная Франция», а также их вдов и сирот. Бюджет ордена, входящий в состав бюджета Министерства юстиции Франции, находится в ведении канцлера ордена. Орден получил право принимать пожертвования и наследства, вливаемые в бюджет ордена. Этим же указом ордену Освобождения была подчинена, в юридическом отношении, медаль Сопротивления.
Резиденция ордена, изначально находившаяся в Лондоне, в 1943 году была перенесена в Алжир, а 20 ноября 1944 года — в Париж. В 1967 году резиденция ордена переехала в одно из зданий Дома инвалидов (бульвар Латур-Мобур, 51 бис). При резиденции находится и музей ордена, открытый в том же 1967 году.
16 ноября 2012 года орден Освобождения утратил статус юридического лица, поскольку все функции по осуществлению деятельности ордена были переданы в Национальный совет коммун «Соратник Освобождения».

## Кавалеры
С 1941 по 1946 год в орден было принято 1036 кавалеров (из них 271 — посмертно), 18 воинских формирований и 5 территориальных единиц (Нант, Гренобль, Париж, Васье-ан-Веркор и Иль-де-Сен).
Декретом от 23 января 1946 года приём в орден был закрыт, «за достижением целей Сопротивления». Позже Великим магистром ордена были сделаны два исключения: 18 июня 1958 года в орден был принят Уинстон Черчилль, а 2 апреля 1960 года — король Георг VI (посмертно).
Всего было произведено 1061 принятие в орден Освобождения. В орден было принято 44 иностранца. Среди кавалеров ордена было 6 женщин.
Самыми молодыми кавалерами ордена стали Матюрен Анрио (Mathurin Henriot, посмертно), умерший под пытками в возрасте 14 лет, и Лазарь Питкович (Lazare Pytkowicz), принятый в орден в возрасте 16 лет.
Нередко кавалеров принимали под их псевдонимами, использовавшимися в движении Сопротивления. Например, Жан Мулен был принят в орден под именем «капрал Мерсье» (фр. mercier — галантерейщик).
На 1 июня 2009 года в живых оставалось 50 кавалеров; после 20 ноября 2020 года в живых оставался 1 кавалер — Юбер Жермен (фр. Hubert Germain), умерший 12 октября 2021 года.

## Увековечивание памяти
Немногим более 700 кавалеров выжило в ходе войны.
В 1967 году в Париже при канцелярии ордена был основан музей для увековечивания памяти кавалеров ордена Освобождения и участников движения Сопротивления.
Особенные почести возданы последнему умершему кавалеру ордена, чьё тело похоронено в специальном склепе Мемориала Сражающейся Франции в форте Мон-Валерьен (Сюрен).
Члены семей умерших кавалеров ордена Освобождения имеют право, во время участия в церемониях, посвящённых ордену, надевать знак ордена их родственника-кавалера на правой стороне груди.
Постановлением министра обороны Франции Шарля Миллона от 23 февраля 1996 года, для увековечивания памяти о героях Сопротивления в воинских частях, отмеченных орденом Освобождения, было установлено специальное нагрудное отличие (фуражёр, фр. fourragère de l’ordre de la Libération), цветов орденской ленты, для военнослужащих этих частей. Знак отличия присваивается как элемент униформы военнослужащих на всё время состояния их в этих частях. 1 апреля 2011 года фуражёр ордена Освобождения был также присвоен экипажу авианосца «Шарль де Голль», в память о всех «служивших Франции в течение Второй мировой войны, и первого из них, генерала де Голля».

## Великий магистр ордена
Первым и единственным Великим магистром ордена Освобождения был генерал де Голль. После смерти генерала 9 ноября 1970 года, Совет ордена постановил не избирать нового магистра.

## Канцлер ордена

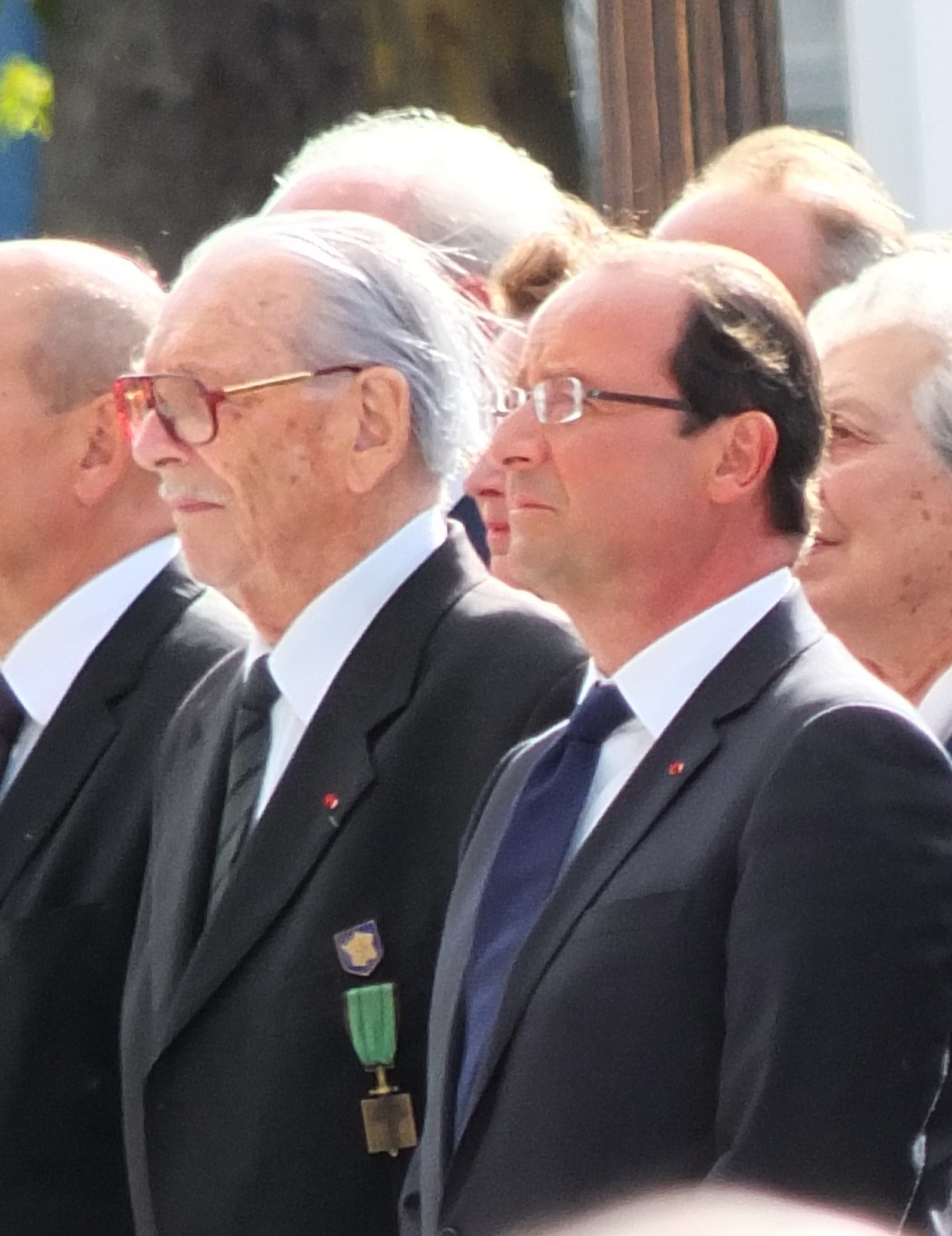
Фред Моор, последний канцлер ордена Освобождения

Канцлер ордена возглавлял Совет ордена и выполнял функции гаранта надлежащего функционирования ордена и дисциплины всех его членов. Занимал 16-ю строку в государственной протокольной табели о рангах (наравне с Великим канцлером ордена Почётного легиона). После смерти де Голля канцлер являлся фактическим главой ордена.
Совет ордена избирал канцлера на 4 года из числа своих членов, с возможностью переизбрания на новый срок. Избрание утверждалось Президентом Франции. Для ведения текущих дел при канцлере функционировала канцелярия ордена.
За время существования должности канцлера ордена на этот пост было избрано 8 кавалеров:
- 1941—1958 — адмирал Жорж Тьерри д’Аржанльё
- 1958—1962 — генерал Франсуа Ингольд
- 1962—1978 — Клод Этье де Буасламбер[фр.]
- 1978—2002 — генерал армии Жан Симон
- 2002—2006 — генерал армии Ален де Буассьё
- 2006—2007 — Пьер Мессмер
- 2007—2011 — профессор Франсуа Жакоб
- 2011—2012 — Фред Моор

В связи с образованием 16 ноября 2012 года Национального совета коммун «Соратник Освобождения» (фр. Conseil national des communes «Compagnon de la Libération»), должность канцлера ордена Освобождения была упразднена, а действовавший канцлер Ф. Моор был назначен национальным делегатом в новообразованный совет.

## Совет ордена
Декретом от 29 января 1941 года был образован Совет ордена, под председательством Великого магистра. Совет являлся консультативным органом при Великом магистре, а после его смерти — при канцлере ордена.
В функции Совета входило предварительное рассмотрение кандидатур для принятия в орден, с последующей передачей Великому магистру на утверждение. После закрытия приёма в орден на Совет были возложены функции по сохранению традиций ордена и поддержанию дисциплины кавалеров ордена. Совет ордена принимал участие в организации ежегодных торжественных церемоний в память «Призыва 18 июня» и дня смерти генерала де Голля.
В первый состав Совета были назначены пять членов: 
- Тьерри д’Арженльё, капитан 1-го ранга, назначенный канцлером ордена,
- Феликс Эбуэ, генерал-губернатор Французской Экваториальной Африки,
- Эммануэль д’Аркур (Амадей д’Оллонде), лейтенант,
- Эдмон Попьё, офицер-радиотелеграфист Торгового флота,
- Анри Бокиллар, аджюдан[23] Воздушной армии.

Число членов Совета не было фиксированным. 1 июня 1943 года Совет ордена был расширен до 10 членов, а в 1944 году — до 15 членов. После войны число членов Совета несколько раз увеличивалось и доходило до 28 человек. В 2012 году в Совет входило 16 членов.
16 ноября 2012 года Совета ордена был упразднён, а его функции были переданы образованному Национальному совету коммун «Соратник Освобождения». Все живые на этот момент кавалеры ордена вошли в состав Административного совета Национального совета коммун «Соратник Освобождения».

## Национальный совет коммун «Соратник Освобождения»
В связи с естественным уменьшением числа кавалеров ордена Освобождения встал вопрос о существовании самого ордена после смерти всех его кавалеров. Поскольку среди причисленных к ордену имеется 5 членов, не связанных временем — коммуны, было принято решение в дальнейшем возложить обязанности по сохранению существования ордена на них. Законом от 26 мая 1999 года было постановлено учредить Национальный совет коммун «Соратник Освобождения», на правах юридического лица. Закон должен был вступить в силу в тот момент, когда Совет ордена Освобождения не сможет собраться в числе 15 кавалеров. Таковой момент наступил в 2012 году и Национальный совет коммун начал свою деятельность с 16 ноября 2012 года. Совет ордена и канцелярия были упразднены, а канцлер ордена был назначен национальным делегатом в Национальный совет коммун.
Новому совету были переданы все функции бывшего Совета ордена, главной из которых является увековечение и передача будущим поколениям памяти об ордене Освобождения и его кавалерах, о награждённых медалью Сопротивления и обо всех участниках движения Сопротивления.
Также на Совет возлагаются обязанности по поддержанию функционирования музея ордена Освобождения, сохранению архивов ордена, организации памятных церемоний, моральному и материальному поддержанию кавалеров и членов их семей.
Национальный совет коммун «Соратник Освобождения» состоит из:
- мэров всех пяти коммун, причисленных к ордену Освобождения (Нант, Гренобль, Париж, Васье-ан-Веркор, Иль-де-Сен),
- всех живых кавалеров ордена Освобождения,
- национального делегата, назначаемого на 4 года Президентом Франции.

Председательство в Совете осуществляют совместно национальный делегат и один из мэров, меняемых ежегодно. Совет состоит в ведении министра юстиции Франции.
Декретом от 14 ноября 2012 года было утверждено положение о Национальном совете коммун и подведомственных ему учреждений. Этим же декретом права юридического лица и активы были переданы от ордена Освобождения Совету коммун.
В апреле 2017 года была введена должность почётного главы Совета — почётный канцлер Национального совета коммун «Соратник Освобождения» (фр. chancelier d’honneur du Conseil national des communes « Compagnon de la Libération »). 4 мая 2017 года этим званием пожалован последний канцлер ордена Фред Моор, в январе 2017 года подавший в отставку с поста национального делегата. После смерти Фреда Моора почётным канцлером 23 октября 2017 года назначен Даниэль Кордье, а после смерти Кордье (20 ноября 2020 года) почётным канцлером 25 ноября 2020 года назначен последний остававшийся в живых кавалер ордена Освобождения Юбер Жермен (умер 12 октября 2021 года).

## Знаки ордена

1-й вариант ленты

Знак ордена носит название Крест Освобождения (фр. Croix de la Libération).
Знак бронзовый в виде прямоугольного гладкого щита высотой 33 мм и шириной 30 мм. Щит рассечён мечом (длиной 59 мм и шириной 7 мм), рукоятью вверх. С лицевой стороны меч обременён лотарингским крестом, покрытым чёрной эмалью. С оборотной стороны надпись на латыни, в 4 строки: «PATRIAM SERVANDO VICTORIAM TULIT» («Службой Родине одержит Победу»). Знак через прямоугольную скобу, проходящую сквозь рукоять меча, крепится к орденской ленте.
Лента ордена тёмно-зелёная с чёрными полосками (чёрный — в знак траура по угнетённой Франции, зелёный — в знак надежды на освобождение), шириной 37 мм. В первом варианте полоски, шириной 2 мм, располагались по диагонали. В августе-сентябре 1942 года был принят новый вариант ленты — с вертикальными полосками, двумя широкими (5 мм) по краям и двумя узкими (1 мм) ближе к центру, в 15 мм друг от друга.
Цепь ордена предназначалась только для генерала де Голля, Великого магистра ордена. Была изготовлена в 1945 году и торжественно вручена магистру 31 августа 1947 года. Цепь, диаметром 36 см, состоит из девяти широких золотых колец и десяти лотарингских крестов, покрытых зелёной эмалью. К цепи крепится овальный медальон (53×69 мм), покрытый чёрной эмалью, на котором изображён знак ордена (Крест Освобождения) в сиянии. Медальон крепится к цепи через полукруглую ленту с девизом ордена, пронзённую двумя перекрещенными мечами рукоятями вверх. На кольцах цепи выгравированы названия территорий Французской Империи:
- Французская Экваториальная Африка — Новые Гебриды
- Океания — Гвиана
- Сомали — Реюньон
- Северная Африка — Антильские острова
- Новая Каледония — Камерун
- Индия — Левант
- Мадагаскар — Сен-Пьер и Микелон
- Французская Западная Африка — Индокитай
- Франция

После смерти Великого магистра цепь была помещена в музей ордена Освобождения.
Первые знаки ордена изготавливались Домом Пинчес, лондонским филиалом фирмы Картье. После прибытия ордена в Париж знаки ордена изготавливались на Парижском монетном дворе.
Знаки ордена Освобождения запечатлены в городских гербах Парижа и Нанта.